# Silvio Antonellis
Silvio Antonellis (San Donato Val di Comino, 19 luglio 1949) è un politico italiano.

## Biografia
Operaio, iscritto al Partito Comunista Italiano fin dalla giovane età.
Viene candidato alla Camera dei deputati nelle file del PCI nel 1979, senza essere inizialmente eletto, subentra però a Montecitorio il 4 novembre 1981 (al posto di Ugo Vetere, da poco diventato sindaco di Roma), restando quindi in carica per l'ultimo anno e mezzo della legislatura.
È poi ricandidato ed eletto alla Camera alle elezioni politiche del 1983, concludendo il mandato parlamentare nel 1987.
Dal 1985 al 1993 è stato sindaco di San Donato Val di Comino per il PCI e poi per il PDS.